# Man on the Prowl
«Man on the Prowl» (рус. Крадущийся) — песня британской рок-группы Queen с альбома The Works. Вышла на внеальбомном сингле в качестве второй стороны «А» с песней «Thank God It’s Christmas». Написана Фредди Меркьюри. Песня написана в несвойственном для Queen стиле рокабилли. В конце песни играет партия рояля, исполненная Фредом Манделом.

## Версии песни
Альбомная версия, вышедшая также на 7" синглах, длится 3 минуты 25 секунд. На 12" сингле вышла удлинённая версия песни, которая длится 6 минут 4 секунды. В неё были добавлены небольшие инструментальные партии и повторяющиеся куплеты.